# Filarmônica 25 de Março
A Filarmônica 25 de Março é uma sociedade brasileira musical fundada em 1868, na cidade de Feira de Santana, no estado da Bahia. É considerada a sociedade musical mais antiga do estado da Bahia em atividade. Participa de eventos sociais, religiosas e políticas de Feira de Santana e cidades vizinhas.

## História
A Filarmônica 25 de Março foi fundada em 25 de março de 1868, na cidade de Feira de Santana, com sua primeira sede na Rua Cons. Franco, nº 33, com o intuito de contribuir no desenvolvimento cultural da cidade. E em seu estatuto menciona os auspícios de Nossa Senhora da Anunciação. A Filarmônica realizava bailes e eventos na sede para seus sócios, passeios de trem, apresentações em praças públicas, participava de festividades religiosas e promovia os propósitos políticos da associação.
No final da década de 70, a Filarmônica entrou em decadência, por causa da grande concorrência com as músicas populares e pela inatividade da Escola de Música. O número de membros sofreu redução, até chegar a sete membros.
Em 2014, a Filarmônica 25 de Março entrou em processo de recuperação com a abertura da Escola de Música Maestro Estevam Moura. No ano de 2015, com novos instrumentos e novos membros na equipe, a Filarmônica passou a se apresentar em procissões religiosas e em eventos públicos e particulares. Nessa nova etapa da Filarmônica, passaram a aceitar mulheres em seu quadro de músicos e atualizaram seu regimento interno, que antes proibia a entrada de membros femininos.
Atualmente é regida pelo maestro Antônio Neves, mestre em Educação Musical pela Universidade Federal da Bahia e está sediada na Rua Conselheiro Franco, nº 279.

### Primeiro Centenário da Filarmônica
Em 1968, ano do centenário da organização, entre os dias dia 13 de julho a 17 de julho, a Filarmônica fez diversas apresentações na cidade do Rio de Janeiro, até então Capital Federal. Se apresentaram na TV Tupi, na Rádio Nacional, nas escadarias do Teatro Municipal e no corpo de Bombeiros. Foram recebidos, no Palácio das Laranjeiras, pelo Presidente da República Artur da Costa e Silva e a primeira dama Yolanda da Costa e Silva.

### Primeiro Campeonato Nacional de Bandas
Em 1977, a Filarmônica com 40 componentes e regida pelo maestro Claudemiro Daltro Barreto. participou do Primeiro Campeonato Nacional de Bandas, organizado pelo Ministério de Educação e Cultura (MEC), Instituto Nacional de Música da FUNARTE e Rede Globo, na cidade do Rio de Janeiro. A filarmônica ficou em terceiro lugar no campeonato, com nota 8,5.
O prêmio foi um troféu e a participação no LP da Som Livre “1º Campeonato Nacional de Bandas: Gravação ao Vivo no Teatro Globo”. A entrega do prêmio foi na cidade de Brasília, com a presença do Presidente Ernesto Geisel.

### Prêmio Culturas Populares
Em 2017, a Filarmônica 25 de Março ganhou o prêmio Leandro Gomes de Barros na categoria de mestres, na Premiação Cultura Popular promovido, em âmbito nacional, pela Secretaria da Cidadania e da Diversidade Cultural do Ministério da Cultura.

## Escola de Música Maestro Estevam Moura
Inaugurada em 7 de agosto de 2014, com o intuito formar jovens músicos para compor o corpo musical da Sociedade Filarmônica 25 de Março e promover o ensino a música. A compra dos instrumentos para a escola se deu através de doações da comunidade.